# Технические средства охраны
Технические средства охраны — совокупность устройств, применяемых в системе охраны объектов с целью повышения надежности охраны и создания караулам и нарядам условий для выполнения задач по охране. 
В войсках применяется наряду с инженерными сооружениями и заграждениями.

## Виды охранных систем
- Системы охранной и «тревожной» сигнализации (аббр. — ОС, ТРК).
- Системы пожарной сигнализации (аббр. — АСПС, СПС, ПС);
- Системы видеонаблюдения (аббр. — СВН, CCTV, СТН);
- Системы контроля и управления доступом (аббр. — СКУД);
- Системы акустического контроля;
- Системы защиты периметра;
- Системы контроля обхода (Системы контроля несения службы) (аббр. СКО, СКНС);
- Системы охранного освещения;
- Системы охранно-дымового воздействия;
- Системы информационной безопасности;

## Состав
- Извещатели охранные (датчики движения), датчики удара, датчики объёма, магнито-контактные, электро-контактные
- Прибор приемо-контрольный охранно-пожарный
- Оповещатель звуковой
- Оповещатель световой
- Видеокамеры, видеорегистраторы
- Управляющий сервер
- Приёмо-передающие терминалы
- Осветительные устройства
- Генераторы охранного дыма
- Исполнительные устройства

## Классификация

### По взаимодействию с угрозой
- Пассивные — комплекс средств и действий, направленный на привлечение внимания владельца имущества или охранных служб
- Активные — предназначены для предотвращения проникновения в охраняемый объект или вскрытия сейфа.
 Для организации активных систем необходимо руководствоваться действующим законодательством страны. Если будет нанесён вред здоровью взломщика, то последует судебное разбирательство и может дойти дело до уголовной ответственности.

### По способу передачи информации
- Проводные
  - Аналоговые — в аналоговых охранных системах прибор приемно-контрольный (ППК) контролирует состояние одного или нескольких шлейфов сигнализации (ШС), посредством измерения потребляемого тока. При срабатывании извещателя включенного в электрическую цепь, изменяется сопротивление ШС и ППК переходит в тревожный режим. Недостатком аналоговой охранной системы является затрудненность определения какой именно датчик из всего ШС сработал, поскольку датчики влияют на сопротивление ШС одинаково.
  - Адресные — адресные охранные системы имеют сложную архитектуру, Управляет системой в целом головной пульт или компьютер. В процессе работы адресной охранной системы благодаря тому что каждый извещатель имеет свой адрес, оператор может с легкостью определить какой именно датчик сработал, И сразу принять меры.
- Беспроводные — в них охранные датчики передают информацию на приёмное устройство посредством радиосигнала.
  - Без обратной связи
Недостатки:
    - Наличие множества способов подавления радиосигнала специальными «шумилками» (а иногда даже это происходит и от обычных бытовых приборов).

  - С обратной связью с приёмным устройством — позволяет производить непрерывный мониторинг системой всех датчиков.
- По GSM-сети — используется как для пультовой работы (сигнал о тревоге передаётся на пульт охранной компании), так и для информирования собственника охраняемого объекта, который может получать информацию о различных событиях (тревога, пожар, неисправность и т. д.) в виде SMS или MMS на свой мобильный телефон. Для этого используются GSM-коммуникаторы.
- По протоколам Wi-Fi — так же как и в предыдущем варианте, используется как для пультовой работы, так и для прямого информирования пользователя. Доступ последнего обеспечивается посредством специального ресурса в сети Internet (Web страница, портал), либо (чаще) с помощью мобильного приложения (Apple IOS, Android)

Беспроводные системы, обычно, применяются в случаях, когда нет физической возможности провести проводку.
Специалисты[кто?] рекомендуют комбинировать, как беспроводные системы с проводными, так и пассивные системы с активными.

## История
В конце 1990-х — начале 2000-х гг. всё большей популярностью стали пользоваться беспроводные охранные системы.
В начале 2000-х получил распространение способ передачи сигнала от охранных систем через GSM-сети.
В начале 2010-х наиболее передовые комплексы получили возможности интеграции с облачными технологиями и удаленного доступа и управления посредством сети Интернет.